# Luíza Mariani
Luiza Mariani (Rio de Janeiro, 19 de agosto de 1980) é uma atriz e produtora brasileira. Desde seu primeiro papel de destaque, aos 15 anos, na peça Confissões de Adolescente, de Maria Mariana, atuou em mais de 15 peças de teatro e 20 filmes. Seu filme mais recente, Cyclone - em que é protagonista, produtora e co-roterista -, teve lançamento mundial no Festival Internacional de Cinema de Xangai   . É formada em filosofia pela Pontifícia Universidade Católica do Rio de Janeiro (PUC-RJ).

## Carreira
Em 1997, estudou na Oficina de Atores da Globo e, em 1998, fez parte do elenco protagonista de Malhação, sua estreia na televisão.
Em 1999, ela se mudou para Nova Iorque, onde permaneceu por dois anos estudando teatro no Instituto Lee Strasberg e cinema na New York Film Academy. Em 2001, voltou ao Brasil e fez sua estreia no cinema, no longa As Três Marias, de Aluizio Abranches, como a personagem Maria Pia. Ainda em 2001, produziu sua primeira sua primeira peça de teatro Polaróides Explícitas, de Mark Ravenhill, dirigida por Ary Coslov.
Em 2002, atuou na novela da Globo Desejos de Mulher, de Euclydes Marinho, e foi convidada por Domingos de Oliveira para atuar na peça Os Melhores Anos de Nossas Vidas. Em 2003, filmou Nina, primeiro longa-metragem do diretor Heitor Dhalia, e O Sarcófago Macabro, de Ivan Cardoso.
Em 2004, fez parte do elenco protagonista do longa-metragem O Passageiro, de Flávio Ramos Tambellini. Em 2005, protagonizou dois episódios da série de TV Mandrake, produzida pela Conspiração Filmes para a HBO, dirigida respectivamente por José Henrique Fonseca e Cláudio Torres. Também em 2005, atuou na minissérie JK, de Maria Adelaide Amaral, como a personagem Idalina Lemos. De agosto de 2006 a junho de 2007, produziu e atuou na peça O Perfeito Cozinheiro das Almas Deste Mundo, de Oswald de Andrade, no Rio de Janeiro e em São Paulo, dirigida por Jefferson Miranda. Também em 2006, atuou na novela Cobras & Lagartos, de João Emanuel Carneiro.
Em novembro de 2007, filmou Se Nada Mais Der Certo, longa-metragem de José Eduardo Belmonte, filme vencedor do Festival do Rio. Em 2009, estreou no Rio de Janeiro o Projeto 21, processo coletivo da Companhia Teatro Autônomo, dirigido por Jefferson Miranda.
Em 2010, atuou na peça Aquelas Mulheres, de Neil LaBute, dirigida por Flávio R. Tambellini, no Rio de Janeiro. Também em 2010, estreou como apresentadora de TV ao lado de Marcelo D2 no talk show Estilo Brasil, da FashionTV. Ela filmou a série Amorais para o Canal Brasil, como a personagem Clara, e o longa Eu Mereço, ambos dirigidos por Fernando Ceylão, e atuou na série da Globo, A Cura, de João Emanuel Carneiro, como a personagem Lucinha.
Em 2011, fez parte da série Aline, dirigida por Maurício Farias. Também em 2011, produziu e atuou na peça Você Precisa Saber de Mim , de Pedro Brício, Rodrigo Nogueira e Jô Bilac, dirigida por Jefferson Miranda. Em dezembro de 2011, ela filmou O Gorila, longa-metragem de José Eduardo Belmonte, como a personagem Luci. Em 2013, foi protagonista de um episódio de As Canalhas, série de TV dirigida por Anna Muylaert, para o GNT. Em 2014, fez parte dos longas-metragens Um Homem Só, de Cláudia Jouvin, e Como Você Quer Seu Casamento?, de Aluízio Abranches.
Em 2015, fez parte do elenco protagonista da série de TV Questão de Família, também no GNT, dirigida por Sérgio Rezende. Ainda em 2015, filmou o longa-metragem O Grande Circo Místico, de Cacá Diegues, como a personagem Lily Braun. O filme teve sua estreia mundial no 71º Festival de Cannes.
Em 2017, protagonizou o longa Todas as Canções de Amor, de Joana Mariani, filme premiado na 43ª Mostra Internacional de Cinema de São Paulo.

## Filmografia

### Televisão
| Ano     | Título                   | Personagem                 | Notas                        |
| ------- | ------------------------ | -------------------------- | ---------------------------- |
| 1998–99 | Malhação                 | Isadora Ferraz (Isa)       | Temporadas 4–5               |
| 1999    | Você Decide              | Aline                      | Episódio: "Vida Dupla"       |
| 1999    | Você Decide              | Mariana                    | Episódio: "Amor em Pedaços"  |
| 2001    | Os Normais               | Punk                       | Episódio: "Um Sábado Normal" |
| 2002    | Desejos de Mulher        | Alexandra Junqueira (Xana) |                              |
| 2005    | Mandrake                 | Nininha Paranhos           | Episódio: "Kolkata"          |
| 2006    | JK                       | Idalina Lemos Vasconcelos  |                              |
| 2006    | Cobras & Lagartos        | Júlia Pacheco              |                              |
| 2008    | Faça Sua História        | Helena                     | Episódio: "Eterno Amor"      |
| 2010    | A Cura                   | Lucinha                    |                              |
| 2011    | Estilo Brasil            | Apresentadora              |                              |
| 2013    | As Canalhas              | Roberta                    | Episódio: "Roberta"          |
| 2013    | Amor à Vida              | Sibila                     | Episódio: "19 de junho"      |
| 2014–15 | Questão de Família       | Drª. Ana Paula Costa       | Temporadas 1–2               |
| 2016    | Detetives do Prédio Azul | Bruxa Sibila               | Temporada 8                  |

### Cinema
| Ano  | Título                            | Personagem      |
| ---- | --------------------------------- | --------------- |
| 2001 | Amores Possíveis                  | Dandara         |
| 2002 | As Três Marias                    | Maria Pia       |
| 2003 | Nina                              | Alice           |
| 2005 | O Passageiro - Segredos de Adulto | Cristina        |
| 2007 | Se Nada mais Der certo            | Ângela          |
| 2010 | Eu Mereço                         | Clara           |
| 2012 | O Gorila                          | Luci            |
| 2014 | Como Você Quer Seu Casamento?     | Bruninha        |
| 2016 | Um Homem Só                       | Suzana          |
| 2018 | O Grande Circo Místico            | Lily Braun      |
| 2018 | Todas as Canções de Amor          | Clarisse        |
| 2025 | Cyclone                           | Dayse (Cyclone) |

## Teatro
| Ano  | Peça                                        | Autoria                                | Direção                 |
| ---- | ------------------------------------------- | -------------------------------------- | ----------------------- |
| 1994 | A Quarta Companhia                          | Desmar Cardoso                         | Desmar Cardoso          |
| 1996 | Confissões de Adolescente                   | Maria Mariana                          | Domingos de Oliveira    |
| 2002 | Polaróides Explícitas                       | Mark Ravenhill                         | Ary Coslov              |
| 2004 | Os Melhores Anos de Nossas Vidas            | Domingos de Oliveira                   | Domingos de Oliveira    |
| 2007 | O Perfeito Cozinheiro das Almas Deste Mundo | Oswald de Andrade                      | Jefferson Miranda       |
| 2009 | Projeto 21                                  | Jefferson Miranda                      | Jefferson Miranda       |
| 2010 | Aquelas Mulheres                            | Neil LaBute                            | Flávio Ramos Tambellini |
| 2011 | Você Precisa Saber de Mim                   | Pedro Brício Jô Bilac Rodrigo Nogueira | Jefferson Miranda       |
| 2013 | Sobre Uma Mulher Que Só Vi Uma Vez Na Vida  | Jô Bilac                               | Jefferson Miranda       |